# Sông Thái Bình
Sông Thái Bình còn gọi là sông Hàm Giang hay sông Phú Lương là một con sông lớn trong hệ thống sông ở miền Bắc Việt Nam, cùng với hệ thống sông Hồng là 2 hệ thống sông chính của đồng bằng sông Hồng. Mặc dù tên sông trùng với tên tỉnh Thái Bình nhưng sông không chảy qua tỉnh này, nó chỉ chảy bên 2 xã An Tân và Thụy Trường thuộc huyện Thái Thụy, Thái Bình với chiều dài gần 5 km, là quá ngắn so với chiều dài qua các tỉnh Bắc Giang, Bắc Ninh, Hải Dương và Hải Phòng. Sông Thái Bình là tên gọi của hai đoạn sông chính trong hệ thống sông Thái Bình .

## Dòng chảy
Thực chất dòng chảy chính của sông Thái Bình khi tới huyện Thanh Hà (Hải Dương) ra tới biển có tên là sông Văn Úc, đoạn mang tên sông Thái Bình ở hạ nguồn chỉ là một phân lưu có dòng chảy nhỏ hơn rất nhiều. Dòng sông mang tên sông Thái Bình hiện chia thành 2 đoạn: thượng lưu và hạ lưu, ngăn cách bởi khu vực Nông trường Quý Cao (giáp ranh giữa huyện Tiên Lãng, thành phố Hải Phòng và huyện Tứ Kỳ, tỉnh Hải Dương). 2 đoạn này nối với nhau bằng một dòng chảy hẹp, nhỏ hơn rất nhiều so với các đoạn khác và các phương tiện giao thông thường phải "đi nhờ" một đoạn sông theo 2 lộ trình sau đây:
- Sông Thái Bình - sông Mía - sông Văn Úc - sông Mới - sông Thái Bình.
- Sông Thái Bình - sông Cầu Xe - sông Luộc - sông Thái Bình.

### Thượng lưu
Đoạn sông ở phía thượng lưu có chiều dài khoảng 64 km được bắt đầu từ nơi hợp lưu của hai con sông Cầu và sông Thương (còn có tên gọi là Ngã ba Lác, gần cầu Phả Lại tại địa phận 3 xã Đồng Phúc - Bắc Giang - Bắc Giang; xã Đức Long - Quế Võ - Bắc Ninh và Phả Lại - Chí Linh - Hải Dương). Qua cầu Phả Lại, sông Thái Bình chảy ngoằn ngoèo theo hướng bắc-nam, đi qua và làm ranh giới tự nhiên giữa tỉnh Bắc Ninh và thành phố Chí Linh, huyện Nam Sách của Hải Dương. Từ địa phận xã Minh Tân (huyện Nam Sách) đổi hướng chảy theo hướng tây-đông. Tới xã Nam Đồng thuộc thành phố Hải Dương nó đổi hướng chảy theo hướng tây bắc-đông nam. Tại địa phận thành phố Hải Dương nó nhận thêm nước của sông Sặt và sau đó tại ngã ba Mũi Gươm nó nhận nước từ sông Gùa (dài khoảng 4 km, nối sông Thái Bình với sông Văn Úc). Đoạn này của sông Thái Bình kết thúc tại ngã ba Mía (ranh giới giữa bốn xã Vĩnh Lập (huyện Thanh Hà), An Thanh, Quang Trung (huyện Tứ Kỳ), Đại Thắng (huyện Tiên Lãng, Hải Phòng). Tại đây nó gặp sông Mía (tên gọi của đoạn sông dài khoảng 3 km nối sông Thái Bình với sông Văn Úc) và sông Cầu Xe.

### Hạ lưu
Đoạn sông ở phía hạ lưu cũng có tên gọi là Thái Bình, dài 36 km, được bắt đầu từ Quý Cao, điểm tiếp giáp của xã Giang Biên (huyện Vĩnh Bảo, Hải Phòng) với các xã Quang Trung, Nguyên Giáp (huyện Tứ Kỳ), nơi được tính là điểm cuối của sông Luộc. Sông chảy theo hướng tây-đông khoảng 3 km để nhận thêm nước của sông Kênh Khê (đoạn sông dài khoảng 3 km nối sông Thái Bình với sông Văn Úc), đổi hướng thành bắc-nam, đến địa phận xã Kiến Thiết (Tiên Lãng) uốn vòng cung đổi hướng chảy sang hướng tây bắc-đông nam và đổ ra Biển Đông tại cửa Thái Bình. Cách cửa sông khoảng 7 km nó tiếp nhận nước từ sông Hóa. Đoạn sông Thái Bình thứ hai này có chiều dài khoảng 36 km và làm ranh giới tự nhiên giữa huyện Tiên Lãng và huyện Vĩnh Bảo , giữa huyện Tiên Lãng và một phần đông bắc của huyện Thái Thụy (tỉnh Thái Bình).
Ngày trước, hai đoạn sông Thái Bình ở thượng lưu và hạ lưu vốn thông với nhau. Tuy nhiên về sau do đoạn sông qua khu vực Nông trường Quý Cao bị bồi lấp nên dòng chảy bị thu hẹp lại và không thuận lợi cho giao thông cũng như thoát nước. Đoạn bị bồi đắp này dài khoảng 5 km theo hướng bắc-nam, hiện nay nó đã được kè lại làm thành một đoạn đập ngăn nước giữa hai đoạn sông Thái Bình.

## Địa danh
Sông Thái Bình thượng nguồn làm thành ranh giới tự nhiên giữa các địa phương của ba tỉnh Bắc Giang - Hải Dương, Bắc Ninh. Đoạn hạ lưu chảy qua thành phố Hải Phòng rồi đổ ra biển tại cửa Thái Bình giáp ranh giữa Hải Phòng và Thái Bình.
Các huyện, thị có sông chảy qua gồm: 
- Tả ngạn: Bắc Giang (Bắc Giang), Chí Linh, Nam Sách, Thanh Hà (Hải Dương), An Lão, Tiên Lãng (Hải Phòng)
- Hữu ngạn: Quế Võ, Gia Bình, Lương Tài (Bắc Ninh), Cẩm Giàng, thành phố Hải Dương, Tứ Kỳ (Hải Dương), Vĩnh Bảo (Hải Phòng), Thái Thụy (Thái Bình).

Trên sông Thái Bình có những cầu và phà sau:
- Cầu Phả Lại: nối Quế Võ, Bắc Ninh với Chí Linh, Hải Dương
- Cầu Hàn: thành phố Hải Dương
- Phà bến Hàn: thành phố Hải Dương
- Cầu Phú Lương (thành phố Hải Dương, tỉnh Hải Dương)
- Cầu Hợp Thanh, huyện Thanh Hà, Hải Dương, trên tỉnh lộ 390
- Cầu trên cao tốc Hà Nội - Hải Phòng, huyện Tứ Kỳ - Thanh Hà, Hải Dương
- Cầu phao Đăng: Hải Phòng
- Cầu phao Bắc Bình, Tiên Lãng - Vĩnh Bảo, Hải Phòng
- Cầu phao: Hải Phòng.
- Cầu nối huyện Thái Thụy, Thái Bình với Tiên Lãng, Hải Phòng (dự án)

## Các sông nhánh và phân lưu
- Sông Cầu Xe
- Sông Gùa
- Sông Hóa
- Sông Kênh Khê
- Sông Luộc
- Sông Mía
- Sông Sặt
- Sông Văn Úc